# Nobu Stowe
Nobu Stowe (* in Maebashi als Nobuyoshi Sutō (須藤 伸義, Sutō Nobuyoshi)) ist ein japanischer, in den USA lebender Psychologe, Musikjournalist, Jazzpianist und Komponist.

## Biographie
Nobu Stowe stammt aus der japanischen Präfektur Gunma. Bereits mit drei Jahren hatte er Klavierunterricht, mit sechs Kompositionslehre. Als Jugendlicher spielte er in einem Progressive-Rock-Trio namens Pale Ghosts, bevor er nach seiner Graduierung in die Vereinigten Staaten zog. Er studierte Musik (Komposition) und Psychologie an der University of California at Berkeley und setzte sein Studium an der University of Chicago fort, wo er 2002 für seine Untersuchungen über ein psychopharmakologisches Thema den Ph.D. in Psychologie erwarb. Anschließend zog er nach Baltimore, um in der Drogenforschung für die National Institutes of Health zu arbeiten. Inzwischen ist er auf diesem Gebiet an der University of Maryland tätig.
Neben dieser Karriere gründete er in Baltimore die Fusionband Trio Ricochet, mit der er an Veranstaltungsorten der Ostküste auftrat, wie in der New Yorker Knitting Factory und an der Smithsonian Institution. Neben diesem Trio arbeitete Stowe in verschiedenen Projekten, als Solist und in Duos, außerdem mit Blaise Siwula, Dom Minasi, Bern Nix und dem Tablaspieler Badal Roy. Mit Andrea Centazzo und Perry Robinson spielt er im Renaissance Trio, in einem weiteren Trio arbeitet er mit Barry Altschul. Seit 2006 legte er unter eigenem Namen eine Reihe von Alben, meist auf dem Label Soul Note vor. Auf dem 2009 erschienenen Album An die Musik beschäftigte er sich mit der Improvisationshaltung von Keith Jarrett.
Außerdem betätigt sich Stowe regelmäßig als Autor von Jazz-Kolumnen und führt Interviews (u. a. mit Keith Jarrett, Michel Legrand, Gary Peacock und Bill Frisell) für das japanische Internet-Magazin Jazz Tokyo und amerikanische wie europäische Jazz-Zeitschriften.

## Diskographische Hinweise
- Brooklyn Moments (Konnex, 2006) mit Blaise Siwula und Ray Sage[3]
- New York Moments (Konnex, 2007) mit Blaise Siwula, Dom Minasi und Ray Sage[4]
- The Soul in the Mist (Ictus, 2007) mit Andrea Centazzo und Perry Robinson[5]
- Hommage an Klaus Kinski (Soul Note, 2007) mit Lee Pembleton, Ross Bonadonna, Perry Robinson, Blaise Siwula und John McLellan[6]
- An die Musik (Soul Note, 2008) mit Alan Munshower, Badal Roy[7]
- Confusion Bleue (Soul Note, 2010) mit Ross Bonadonna (g, Altsaxophon), Tyler Goodwin (Kontrabass), Ray Sage (d, perc), Lee Pembleton (sound)[8]
- Moon in Winter (Ictus, 2011) mit Andrea Centazzo, Dave Ballou, Achille Succi und Daniel Barbiero
- East Side Banquet (Ictus, 2012) mit Brian Groder (tp, flgh), Lisle Ellis (Kontrabass), Ross Bonadonna (g, Altsaxophon), Ray Sage (d, perc), Lee Pembleton (sound)
- Roulette Concert (Ictus, 2012) mit Chris Kelsey (Sopransaxophon), Ross Bonadonna (g, Altsaxophon), Ray Sage (d, perc), Lee Pembleton (sound)